# Павук-стрибун звичайний
Павук-стрибун звичайний[джерело?] (Salticus scenicus) — вид павуків родини павуків-стрибунів (Salticidae).

## Поширення
Вид поширений майже по всій Голарктиці. Трапляється в Північній Америці, Європі, Північній Африці та Азії (крім тропічних регіонів). Часто мешкають поблизу населених пунктів або в них. У теплі сонячні дні трапляються на стінах, рослинах і огорожах, а також у приміщеннях.

## Опис
Самиці завдовжки 5–9 мм, самці — 5–6 мм. Забарвлення чорне з білими поперечними смугами. Самці мають помітно більші хеліцери, ніж самиці. Пара передніх очей значно збільшені порівняно з шістьма іншими очима.